# Lac artificiel

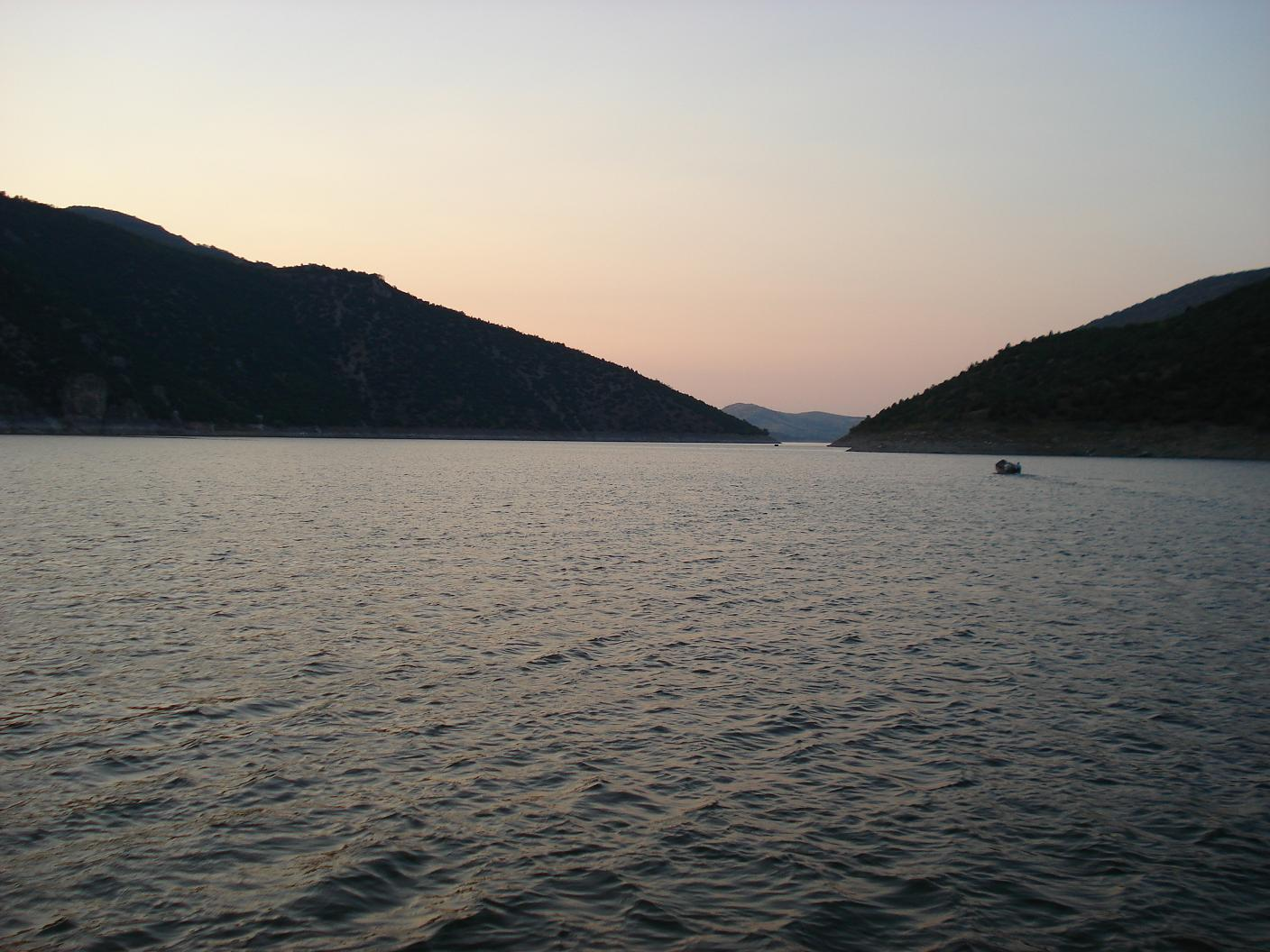
Le lac artificiel du Tikveš en Macédoine du Nord.

Un lac artificiel est un lac résultant d'une intervention humaine sur l'environnement, le plus souvent du fait d'une construction comme un barrage – on parle alors de lac de barrage. 
Il peut également résulter du creusement de terrains alluvionnaires, l'excavation étant alors remplie par l'eau de la nappe phréatique. C'est notamment le cas pour les gravières.
Aux Pays-Bas, l'IJsselmeer est un exemple de lac artificiel qui n'a pas été créé par un barrage à proprement parler, mais par la construction de l'Afsluitdijk en vue de transformer certaines régions en polder. Auparavant, l'IJsselmeer était un golfe de la mer de Wadden, mais depuis qu'il en a été séparé, il a progressivement perdu sa salinité.
Un lac artificiel est établi pour fournir un ou plusieurs services, parfois compatibles entre eux : production d'eau pour l'adduction d'eau potable, pour l'irrigation, pour l'alimentation des voies navigables, pour la lutte contre l'incendie, production d'énergie, loisirs (activités nautiques, baignade), pisciculture et pêche…

## Lacs artificiels en milieu urbain
Les lacs artificiels sont également un élément du paysage urbain, tant pour l'approvisionnement en eau (Jacqueline Kennedy Onassis Reservoir de Central Park, à New York) que pour l'agrément (Lac supérieur de Bois de Boulogne et lac Daumesnil, à Paris, lac du parc de la Creueta del Coll, à Barcelone). Ce dernier est ouvert à la baignade.